# Kirch Mulsow
Kirch Mulsow es un municipio situado en el distrito de Rostock, en el estado federado de Mecklemburgo-Pomerania Occidental (Alemania), a una altura de 73 metros. Su población a finales de 2016 era de 300 habs. y su densidad poblacional, 20 hab/km².
Se encuentra a pocos kilómetros al sur de la costa del mar Báltico.